# Эпштейн, Шахно
Ша́хно Эпште́йн (настоящее имя Алекса́ндр Бори́сович Эпште́йн; 1883?, Ивье, Ошмянский уезд, Виленская губерния — 27 июля 1945, Москва) — еврейский публицист и литературный критик. Писал на идише и по-русски.

## Биография
Родился в семье хасидов, потомок известных раввинов. До 16 лет учился у частных преподавателей и в иешиве, был хорошо знаком с еврейской и русской литературой. Проявив способности к рисованию, уехал учиться живописи в Варшаву, где в 1903 году вступил в Бунд. В 1905 году за участие в революционных событиях был арестован, по амнистии освобождён, уехал в Вильну, и начал работать журналистом: сначала — в русской газете, затем перешёл к публицистике на идиш в бундовской газете «Фолксцайтунг». В 1906 году во время выборов во 2-ю Государственную думу вёл агитацию за Бунд в Гродненской губернии, вновь был арестован и выслан на 2 года в Вологодскую губернию, откуда бежал за границу.
С конца 1909 года — в США; стал секретарём Центрального совета Бунда; был одним из учредителей Еврейской социалистической федерации.
После Февральской революции 1917 года Эпштейн приехал на Украину, работал в киевской «Фолксцайтунг»; был соредактором одесских «Известий». При расколе Бунда в 1919 году он вошёл в Коммунистический Бунд (Комфарбанд), а в августе того же года — в компартию Украины. После захвата Одессы деникинцами летом 1919 года Эпштейн бежал в Белоруссию, где редактировал газету «Дер штерн» и витебские «Известия».
С 1920 года был редактором Государственного книжного издательства, выпускавшего книги на идиш, исполнял обязанности председателя еврейского литературного объединения.
В 1921 году Эпштейн (вероятно, по заданию Коминтерна) вновь уехал в США. Под псевдонимом Иосеф Барсон редактировал нью-йоркский еженедельник «Дер эмес», содействовал присоединению левого крыла Еврейской социалистической ассоциации (ЕСА) к Рабочей (коммунистической) партии США. После раскола ЕСА с 1922 г. вместе с М. Ольгиным стал соредактором газеты «Фрайхайт» — органа еврейского отделения партии .
После возвращения в Советский Союз в мае 1929 года Эпштейн был назначен главным редактором харьковского ежемесячного литературного журнала «Ди ройте велт». С середины 1930-х годов Эпштейн сотрудничал в еврейской печати в Москве.
В 1942—1945 годах — ответственный секретарь Еврейского антифашистского комитета. Он — один из авторов письма Сталину о необходимости еврейской автономии в Крыму.
Об обстоятельствах его смерти упоминал в своих мемуарах Михаил Самуилович Агурский.